# Vladimir Đokić
Vladimir Đokić (in serbo Владимир Ђокић?; Valjevo, 25 aprile 1971) è un allenatore di pallacanestro ed ex cestista serbo.

## Palmarès

### Giocatore
- Coppa di Jugoslavia: 2

Partizan Belgrado: 1999, 2000